# Sudre Dartiguenave
Philippe Sudre Dartiguenave (Anse-à-Veau, 6 de abril de 1862 - 8 de julho de 1926) foi presidente do Haiti.